# Биди

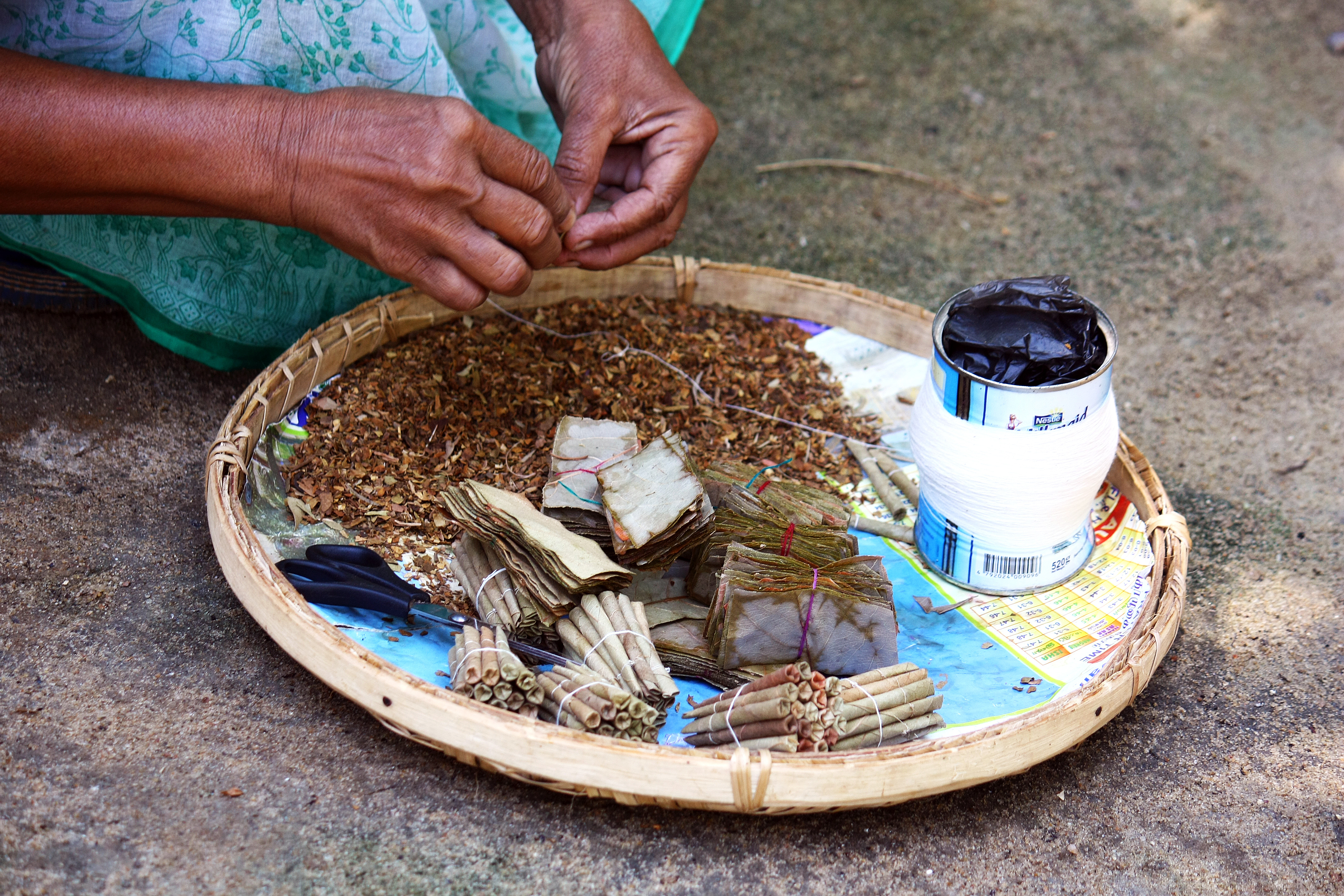
Заворачивание биди

Би́ди (хинди बीड़ी), иногда бири (бенгали) — тонкие, небольшие азиатские сигареты, распространённые в Индии, и некоторых других странах Азии. Представляют собой нарезанные листья необработанного табака с примесью трав, завёрнутые в лист коромандельского чёрного дерева (на хинди называется тенду или тендурини — лат. Diospyros melanoxylon), перевязанный цветной ниткой. Утверждается, что в состав биди входят только природные составляющие, без каких-либо химических добавок и обработок. Сейчас выпускаются ароматизированные биди, природное происхождение используемых в них ароматизаторов остаётся под вопросом.
Как и другие табачные изделия, биди могут вызывать никотиновую зависимость. Кроме того, их дым содержит в среднем больше никотина и смол, чем обычные сигареты.
Производство биди в Индии ручное, в основном осуществляется женщинами и даже целыми семьями, часто на дому. Подобный способ производства вызывает вопросы о соблюдении условий: санитарных норм, состава и т. п.

## Биди в Индии
На производстве биди в Индии занято (по разным данным) от 4,5 до 10 миллионов человек. За каждые 1000 скрученных биди работники получают около 40-75 индийских рупий (40-75 рублей по курсу декабря 2015 г.). За полный рабочий день одна женщина может скрутить 800—1200 биди.
Индийских производителей часто обвиняют в использовании детского труда. По некоторым данным до 15 % биди производятся с участием детского труда.
Стоимость упаковки биди в Индии составляет около 10 индийских рупий (10 рублей по курсу декабря 2015 г.). Поэтому биди в Индии считаются «сигаретами для бедных».
В Индии 53 % табака употребляется в виде биди, 19 % — в виде сигарет, остальное — в других формах (жевательный табак и т. п.).

## Биди в США
Впервые биди стали завозиться в США в 1970-е гг. Изначально были наиболее популярны среди иммигрантов. В середине 1990-х гг. и особенно с появлением ароматизированных биди (которые почти не употребляются в Индии, но активно экспортируются) появился интерес к биди в среде подростков и молодёжи, учащихся школ и колледжей. Также способствовало распространению биди мнение, поддерживаемое производителями биди, о том, что это экологически чистый, натуральный и безопасный продукт.
В США пачка биди стоит от 4 до 6 долларов.
Около 1-3 % американских школьников пробовали биди.
В некоторых штатах торговля биди была запрещена.

## Биди в России
В России биди распространены незначительно. Продаются в основном в крупных городах в специализированных магазинах, табачных киосках, на рынках и т. п. При этом чаще всего торговля данными табачными изделиями незаконна, поскольку обычно на упаковках биди отсутствует информация с предупреждением о вреде курения, и даже информация о составе и информация, содержащая название и адрес производителя. Помимо этого реальная концентрация никотина и смол (см. ниже) превышает предельно допустимые в России.
В российском интернете распространяется информация о том, что «Биди являются наследием древней Индийской культуры и изготовляются по традиционным рецептам на протяжении многих столетий». На самом деле традиционный рецепт «дешёвый табак и листья тенду» появился в XVIII в., а стал популярен в начале XX в.

## Состав биди
Состав биди на пачках как правило не указан, независимых исследований их состава не проводилось. Есть заявления в интернете, что они содержат базилик, куркуму, гвоздику, индийскую корицу, калган, сныть обыкновенную, лакричник и т. п. Никаких официальных сведений, подтверждающих, или опровергающих, это нет.
Существует другой индийский продукт на основе трав, похожий на биди — нирдош.

## Вред
Распространён миф о том, что биди не так вредны, как обычные сигареты, что биди не вызывают привыкание, не содержат табака, и в них гораздо меньше вредных веществ.
Воздействие биди на организм плохо изучено, точно можно сказать только то, что в их дыме точно так же как и в дыме обычных сигарет содержатся смолы, оседающие в легких, моноксид углерода (угарный газ), а также самые различные химические соединения, являющиеся продуктами горения трав. Любое растение содержит в себе десятки различных элементов. При горении из этих элементов могут образовываться различные, в том числе сильно канцерогенные соединения. Вдыхание продуктов горения неизвестных трав может привести к негативным последствиям для организма.
На сайте производителя одной из наиболее популярных марок биди «501 Ganesh» имеются сведения о составе производимых ими биди (только листья тенду и табак, никаких других трав, специй и т. п.), а также о содержании никотина и смолы. Один биди содержит 2,4 мг никотина и 4,5—6,0 мг смолы. (Для сравнения: в сигаретах без фильтра «Прима» никотина 1,2 мг, смолы — 16 мг.) Таким образом, биди примерно в 2 раза вреднее обычной сигареты без фильтра, ароматизированные биди с фильтром и в несколько раз безвреднее[уточнить]. Нужно заметить, что по данным медицинской литературы содержание смолы в биди составляет 4,5—6,0 мг на штуку.
Такая концентрация смол и никотина в столь небольшой сигарете (вмещающей гораздо меньше табака, чем обычная) обусловлена использованием необработанного табака низкого качества, а также дополнительным источником смолы — листом тенду.
Есть так же мнение, что биди менее вредны из-за отсутствия в классическом их рецепте вощёной бумаги, ароматизаторов и других добавок, которые используются в обычных сигаретах. Однако это высказывание так же весьма спорно, поскольку основной вред, наносимый обычными сигаретами, обусловлен воздействием на организм продуктов горения табака, а отнюдь не ароматизаторов/бумаги и т. п. В биди же используется дешёвый табак значительно более низкого качества.
Кроме того, в связи с тем, что лист тенду, в который завёрнут табак, плохо тлеет, необходимы более сильные и частые затяжки при курении биди, по сравнению с обычными сигаретами. Из-за частых глубоких затяжек курильщик биди получает бо́льшие дозы вредных веществ. Так, поступление угарного газа и никотина в организм в три раза больше, а смол — в пять раз больше, чем при курении сигарет. Исследования указывают, что курение биди повышает риск развития рака лёгких.

## Воздействие на организм
При курении биди возникают головокружение, нарушение координации, учащение пульса, иногда тошноту, слюноотделение и т. д. Эти симптомы могут продолжаться до 10—20 минут и сильнее выражены у некурящих людей. В основном они обусловлены воздействием большой дозы никотина (по сути, лёгкое отравление никотином), поэтому на людей курящих (привыкших к никотину) воздействие слабее. Приблизительно такое же изменение самочувствия можно испытать, выкурив 2—3 обычные сигареты подряд.